# Ross-on-Wye
Ross-on-Wye (in lingua gallese Rhosan ar Wy) è un paese di 10 089 abitanti della contea dell'Herefordshire, in Inghilterra, sulle rive del fiume Wye, all'estremità settentrionale della foresta di Dean.

## Storia
Ross-on-Wye si propone come "il luogo di nascita del turismo britannico". Nel 1745, il parroco John Egerton cominciò a portare amici in escursioni in barca lungo il Wye dalla sua canonica fino a Ross. Le bellezze della valle, i suoi scenari fluviali, i paesaggi scoscesi, i suoi castelli e abbazie, diventavano accessibili a chi ricercava l'ideale del "pittoresco". Nel 1782 uscì il libro Observations on the River Wye di William Gilpin (1724–1804), la prima guida turistica illustrata pubblicata in Gran Bretagna. Da quel momento la richiesta crebbe tanto che nel 1808 otto battelli effettuavano regolarmente escursioni lungo il Wye, la maggior parte di questi noleggiati nelle locande di Ross e Monmouth. Nel 1850 più di venti visitatori pubblicarono i loro resoconti del "Tour sul fiume Wye", e la zona venne identificata come area turistica.

## Simboli
Lo stemma di Ross-on-Wye si blasona: 
Adottato ufficialmente il 26 giugno 1953. I gigli e le teste di leopardo provengono dallo stemma dell'antica diocesi di Hereford e la fascia ondata bianca e blu è presente anche nello stemma dell'Herefordshire e rappresenta il fiume Wye.

## Monumenti e luoghi d'interesse

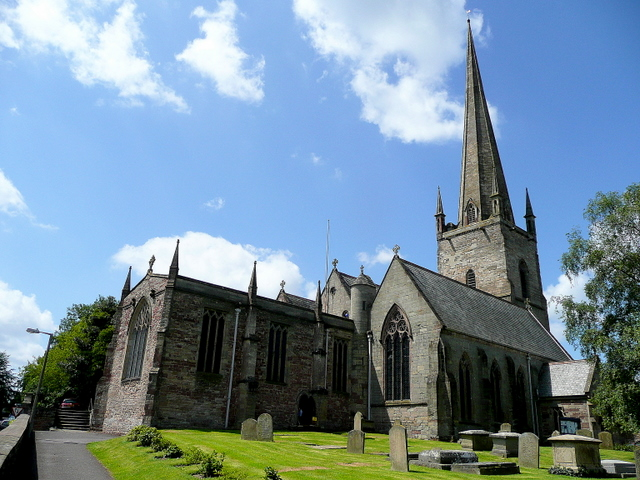
Chiesa di Santa Maria

- Chiesa parrocchiale di Santa Maria, costruita 700 anni fa, è il principale simbolo del paese e la sua guglia alta e slanciata è visibile da molto lontano. La chiesa conserva diverse tombe particolari, una di queste – quella di William Rudhall, morto nel 1530 – è una delle ultime grandi sculture in alabastro dei maestri scalpellini di Nottingham, i cui lavori erano apprezzati in tutta l'Europa del Medio Evo. Rudhall fu l'artefice nel 1575 del ripristino dell'ospizio per i bisognosi, situato a nord ovest della chiesa.

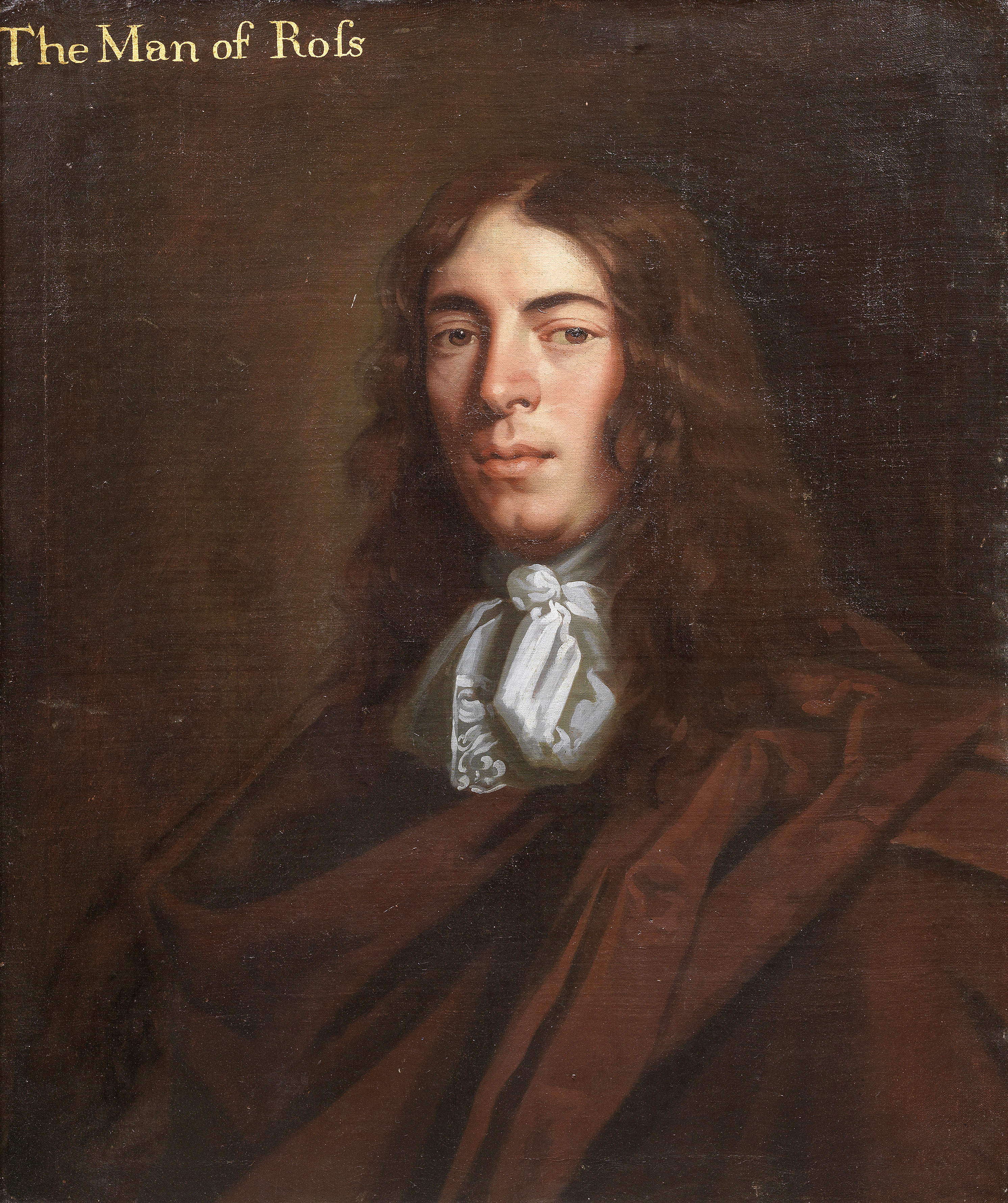
John Kyrle, "The Man of Ross", in un ritratto di Peter Lely del 1672

 Un'altra tomba è quella di John Kyrle (Dymock, 22 maggio 1637 – Ross-on-Wye, 7 novembre 1724), importante figura di filantropo nella Ross del XVIII secolo, con il suo nome è stata chiamata una scuola pubblica e la principale taverna del paese, la "The Man of Ross".

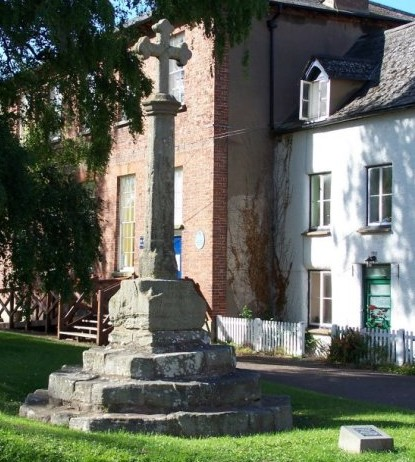
Croce della Peste

- Croce della Peste (Plague Cross) venne innalzata nel cimitero della chiesa di Santa Maria nel 1637 in memoria dei 315 abitanti che in quell'anno morirono di peste e vennero seppelliti di notte in una fossa comune. Nel 1896, la croce si trovava in cattivo stato ed era priva del braccio superiore. Venne in seguito restaurata e riportata alla sua forma originale.
- Prospect è un parco pubblico alberato che offre meravigliosi scorci sul Wye e sulle montagne gallesi. Fu creato da John Kyrle che prese in affitto il terreno nel 1696 dal Marchese di Bath e lo convertì in un giardino pubblico adatto alle passeggiate.[5] Al suo interno, nel 2008, a seguito di forti piogge, vennero alla luce resti di epoca romana.[6]
- Rovine del castello di Wilton

## Amministrazione

### Gemellaggi
- Betzdorf, dal 1985
- Condé-sur-Noireau, dal 1978
- Namutumba